# Route 438 (Terre-Neuve-et-Labrador)
Pour les articles homonymes, voir Route 438.
La route 438 est une route tertiaire de la province de Terre-Neuve-et-Labrador d'orientation ouest-est située dans le nord de l'île de Terre-Neuve, dans le nord-est de la péninsule Northern. Elle est une route faiblement empruntée reliant la route 432, au sud de Main Brook, à Croque et Grandois, en rejoignant la côte de l'Atlantique. Elle suit la rivière Freshwater sur une partie de son tracé. Route alternative de la 430 et de la 432, elle est nommée Croque Road et Grandois Road, mesure 30 kilomètres, et est une route de gravier sur l'entièreté de son tracé.

## Communautés traversées
- Croque
- Grandois